# Brayan Vera
Brayan Vera (San Luis, Antioquia, Colombia, 15 de enero de 1999) es un futbolista colombiano. Juega como defensa y su equipo actual es Real Salt Lake de la Major League Soccer.

## Trayectoria

### Unione Sportiva Lecce
El 14 de junio de 2019 se confirmó como nuevo jugador de la Lecce de la Serie A de Italia.

### Cosenza Calcio
El 5 de octubre de 2020 se confirmó su cesión por un año al Cosenza Calcio de la Serie B de Italia.

### América de Cali
El 4 de marzo de 2022 se confirmó su cesión por una temporada al América de Cali.
El 27 de octubre de 2022 se confirmó su venta al América de Cali.

### Real Salt Lake
El 5 de febrero de 2023 se confirmó su venta al Real Salt Lake, El equipo escarlata cedió el 70% de los derechos deportivos al equipo de Estados Unidos, guardándose el 30% en caso de una futura venta.

## Selección nacional
En 2018 fue llamado a integrar la selección colombiana sub-20 que disputaría el torneo de los Juegos Centroamericanos y del Caribe, en el cual el combinado nacional lograría salir campeón tras vencer a su similar de Venezuela en la final.
Fue convocado por la selección colombiana sub-20 para disputar el Campeonato Sudamericano Sub-20 disputado en Chile en el cual la selección colombiana consiguió un cupo al Mundial sub-20 a llevarse a cabo en Polonia.
El 16 de abril de 2019 se confirmó su convocatoria con el equipo sub-20 para disputar la Copa Mundial de Fútbol Sub-20. El 29 de mayo consiguió superar la fase de grupos.

### Participaciones en juveniles
| Competición                            | Sede         | Resultado   | Partidos | Goles |
| -------------------------------------- | ------------ | ----------- | -------- | ----- |
| Juegos Centroamericanos y del Caribe   | Barranquilla | Campeones   | 1        | 0     |
| Campeonato Sudamericano Sub-20 de 2019 | Chile        | Clasificado | 9        | 1     |

### Participaciones en Copas del Mundo
| Mundial                     | Sede    | Resultado        | Partidos | Goles |
| --------------------------- | ------- | ---------------- | -------- | ----- |
| Copa Mundial Sub-20 de 2019 | Polonia | Cuartos de final | 5        | 0     |

## Clubes
| Club            | País           | Año             |
| --------------- | -------------- | --------------- |
| Itagüí Leones   | Colombia       | 2017-2019       |
| Lecce           | Italia         | 2019-2020       |
| Cosenza         | Italia         | 2020-2021       |
| Lecce           | Italia         | 2021-2022       |
| América de Cali | Colombia       | 2022            |
| Real Salt Lake  | Estados Unidos | 2023-Actualidad |

## Estadísticas

### Clubes
| Club                          | Div.             | Temporada        | Liga  | Liga  | Liga  | Copas nacionales | Copas nacionales | Copas nacionales | Torneos internacionales | Torneos internacionales | Torneos internacionales | Total | Total | Total |
| Club                          | Div.             | Temporada        | Part. | Goles | Asis. | Part.            | Goles            | Asis.            | Part.                   | Goles                   | Asis.                   | Part. | Goles | Asis. |
| ----------------------------- | ---------------- | ---------------- | ----- | ----- | ----- | ---------------- | ---------------- | ---------------- | ----------------------- | ----------------------- | ----------------------- | ----- | ----- | ----- |
| Itagüí Leones · Colombia      | 2.ª              | 2017             | —     | —     | —     | —                | —                | —                | —                       | —                       | —                       | 0     | 0     | 0     |
| Itagüí Leones · Colombia      | 2.ª              | 2018             | 1     | 0     | 0     | —                | —                | —                | —                       | —                       | —                       | 1     | 0     | 0     |
| Itagüí Leones · Colombia      | 2.ª              | 2019             | 3     | 1     | 0     | 2                | 0                | 0                | —                       | —                       | —                       | 5     | 1     | 0     |
| Itagüí Leones · Colombia      | Total club       | Total club       | 4     | 1     | 0     | 2                | 0                | 0                | —                       | —                       | —                       | 6     | 1     | 0     |
| Lecce · Italia                | 1.ª              | 2019-20          | 8     | 0     | 1     | 1                | 0                | 0                | —                       | —                       | —                       | 9     | 0     | 1     |
| Lecce · Italia                | 2.ª              | 2021-22          | 2     | 0     | 0     | 1                | 0                | 0                | —                       | —                       | —                       | 3     | 0     | 0     |
| Lecce · Italia                | Total club       | Total club       | 10    | 0     | 1     | 2                | 0                | 0                | —                       | —                       | —                       | 12    | 0     | 1     |
| Cosenza · Italia              | 2.ª              | 2020-21          | 22    | 0     | 2     | 2                | 0                | 0                | —                       | —                       | —                       | 24    | 0     | 2     |
| Cosenza · Italia              | Total club       | Total club       | 22    | 0     | 2     | 2                | 0                | 0                | —                       | —                       | —                       | 24    | 0     | 2     |
| América de Cali · Colombia    | 1.ª              | 2022             | 28    | 0     | 0     | 2                | 0                | 0                | —                       | —                       | —                       | 30    | 0     | 0     |
| América de Cali · Colombia    | 1.ª              | 2023             | 1     | 0     | 0     | —                | —                | —                | —                       | —                       | —                       | 1     | 0     | 0     |
| América de Cali · Colombia    | Total club       | Total club       | 29    | 0     | 0     | 2                | 0                | 0                | —                       | —                       | —                       | 31    | 0     | 0     |
| Real Salt Lake Estados Unidos | 1.ª              | 2023             | 27    | 3     | 1     | 2                | 0                | 0                | 3                       | 0                       | 0                       | 32    | 3     | 1     |
| Real Salt Lake Estados Unidos | 1.ª              | 2024             | 25    | 2     | 2     | —                | —                | —                | 2                       | 0                       | 0                       | 27    | 2     | 2     |
| Real Salt Lake Estados Unidos | Total club       | Total club       | 52    | 5     | 3     | 2                | 0                | 0                | 5                       | 0                       | 0                       | 59    | 5     | 3     |
| Total en carrera              | Total en carrera | Total en carrera | 117   | 6     | 6     | 10               | 0                | 0                | 5                       | 0                       | 0                       | 132   | 6     | 6     |

### Selección
| Selección | Año   | Amistosos | Amistosos | Amistosos | Mundial | Mundial | Mundial | Continental | Continental | Continental | Total | Total | Total |
| Selección | Año   | Part.     | Goles     | Asis.     | Part.   | Goles   | Asis.   | Part.       | Goles       | Asis.       | Part. | Goles | Asis. |
| --------- | ----- | --------- | --------- | --------- | ------- | ------- | ------- | ----------- | ----------- | ----------- | ----- | ----- | ----- |
| Sub-20    | 2019  | —         | —         | —         | 5       | 0       | 0       | 8           | 0           | 1           | 13    | 0     | 1     |
| Sub-20    | Total | —         | —         | —         | 5       | 0       | 0       | 8           | 0           | 1           | 13    | 0     | 1     |
| Sub-21    | 2018  | —         | —         | —         | —       | —       | —       | 1           | 0           | 0           | 1     | 0     | 0     |
| Sub-21    | Total | —         | —         | —         | —       | —       | —       | 1           | 0           | 0           | 1     | 0     | 0     |
| Sub-23    | 2019  | 1         | 0         | 0         | —       | —       | —       | —           | —           | —           | 1     | 0     | 0     |
| Sub-23    | Total | 1         | 0         | 0         | —       | —       | —       | —           | —           | —           | 1     | 0     | 0     |
| Absoluta  | 2023  | 2         | 0         | 0         | —       | —       | —       | —           | —           | —           | 2     | 0     | 0     |
| Absoluta  | Total | 2         | 0         | 0         | —       | —       | —       | —           | —           | —           | 2     | 0     | 0     |
| Total     | Total | 3         | 0         | 0         | 5       | 0       | 0       | 9           | 0           | 1           | 17    | 0     | 1     |

## Palmarés

### Títulos internacionales
| Título                  | Equipo                    | Sede         | Año  |
| ----------------------- | ------------------------- | ------------ | ---- |
| Torneo Odesur de Fútbol | Selección Colombia Sub-20 | Cochabamba   | 2018 |
| Juegos Centro/Caribe    | Selección Colombia Sub-21 | Barranquilla | 2018 |